# Lang Zheng
Lang Zheng (郎征S, Láng ZhēngP; Baoding, 22 luglio 1986) è un calciatore cinese, difensore del Beijing Guoan.

## Carriera
Lang Zheng iniziò la sua carriera sportiva nel 2005 con l'Hebei Football Team e già aveva catturato l'attenzione del Beijing Guoan e del Tianjin Teda.
In seguito passò al Beijing Guoan e fece il suo debutto nella Chinese Super League  contro il Changchun Yatai il 15 ottobre 2006 1-0, subentrando a partita in corso; questa fu seguita da un'altra sostituzione nell'ultima partita della stagione del 2006  contro lo Xiamen Lanshi, dove il Beijing Guoan perse 2-0.
Nella stagione del 2007 continua a stabilirsi al Beijing Guoan e fa la prima partita del campionato il 16 giugno contro il Tianjin Teda nella sconfitta per 1-0.
Nella stagione del campionato del 2009 divenne titolare della squadra ed aiutò il Beijing a vincere il titolo di campione facendo il suo primo gol nella partita contro il Qingdao Jonoon il 26 settembre 2009 in una vittoria 1-0.

## Palmarès

### Competizioni nazionali
- Campionato cinese: 1

Beijing Guoan: 2009